# Bröllopet på Ulfåsa II
Bröllopet på Ulfåsa är en svensk kort dramafilm från 1910 i regi av Gustaf "Muck" Linden. 
Filmen har aldrig visats offentligt. Den spelades in under juli månad vid Svenska Biografteaterns ateljé i Kristianstad av Robert Olsson. Filmmanuset var baserat på Frans Hedbergs pjäs Bröllopet på Ulfåsa som uruppfördes på Kungliga Stora Teatern i Stockholm 1865. Samma år spelades det in ytterligare en film på samma förlaga, se Bröllopet på Ulfåsa.

## Roller i urval
- Ivan Hedqvist – Bengt Lagman
- Albin Lavén – Knut Algotsson
- Lilly Wasmouth – Ingrid, hans hustru
- Ellen Appelberg – Sigrid, deras dotter
- Emile Stiebel – Botvid, prior i Vreta
- Torre Cederborg – Sune, Bengts skrivare
- Axel Janse – Björn, Knuts väpnare
- Anna-Lisa Hellström – Inga, hans dotter
- Frithiof Strömberg – Birger Jarl